# 市場站 (神戶電鐵)

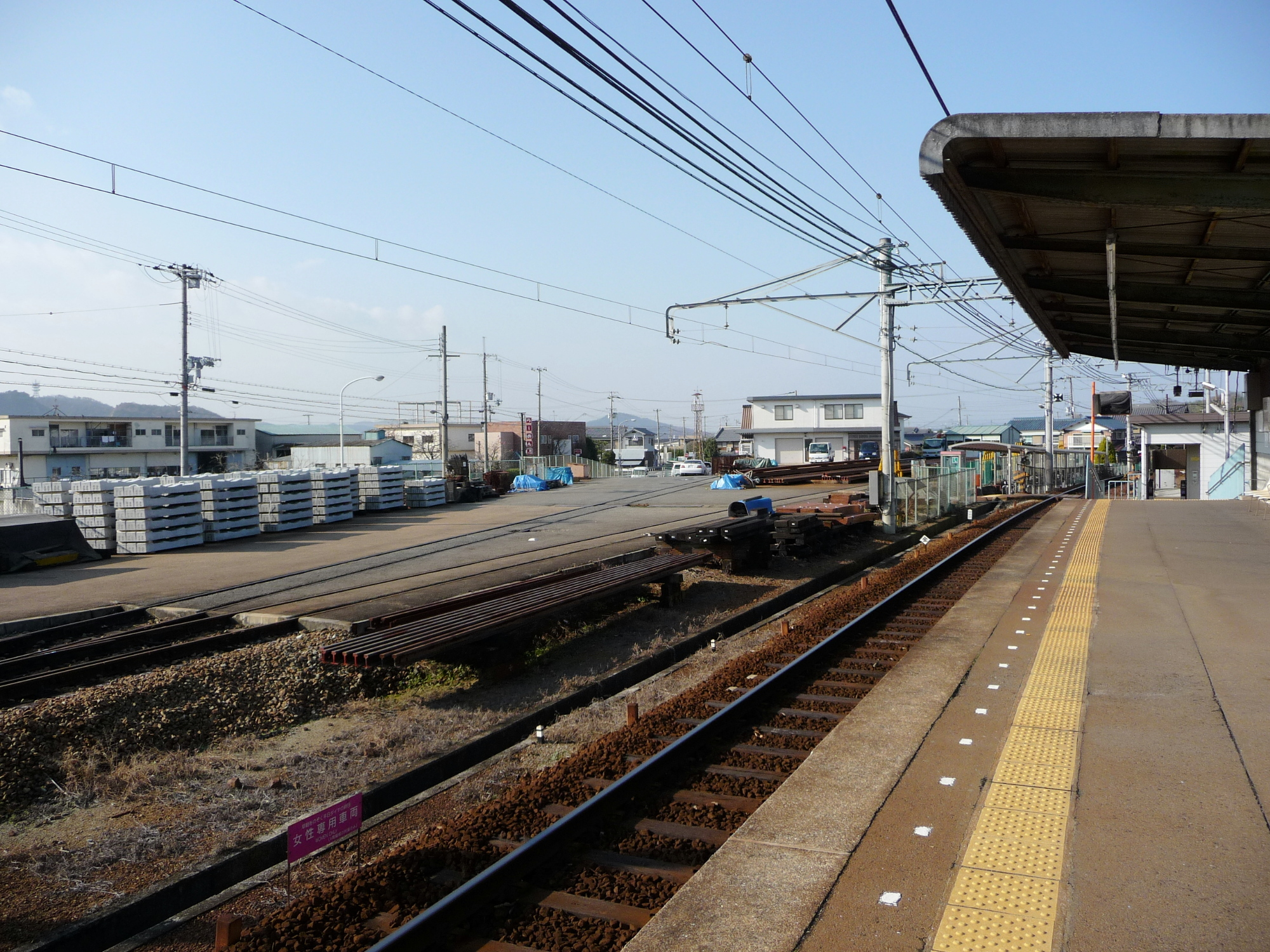
鄰接保線基地和車輛搬入所的月臺(2008年12月)

市場站（日语：／ Ichiba eki */?）是位於兵庫縣小野市池尻町字尾Nokachi，神戶電鐵的粟生線車站。車站編號為KB56。

## 歷史
- 1951年（昭和26年）12月28日 - 三木福有橋站（現時：三木站）至電鐵小野站（現時：小野站）之間開通，電鐵市場站啟用[1]。
- 1988年（昭和63年）4月1日 - 車站改名為市場站[1]。
- 1990年（平成2年）11月1日 - 車站內的保線基地和車輛搬入所竣工[1]。

## 車站構造
車站是一座地面車站，設有1面1線的單式月台。月台可容納4卡車廂。車站西邊設有保線基地和車輛搬入所。
月台靠近粟生一方設有車站大樓。站內設有1組閘機、補票機和售票機1台。在2007年（平成19年）3月31日，於時間表修正後引入PiTaPa。
此站引入了使用光纖網絡連接的站務遠端系統。由中央站可遠端操作自動售票機、自動閘機、自動補票機、攝影機、對講機和捲閘。此站會有站員進行巡邏。站內沒有商店。
現時此站設有遷入神戶電鐵車輛的保線基地，來自川崎重工業兵庫工場會遷移至此處。從前列車會從三田站以甲種輸送遷入至此處。

## 車站周邊
此站沒有商店，但是設有住宅。此站與JR加古川線的市場站之間間隔一條加古川。此站最接近北播磨綜合醫療中心。直通巴士可於此鄰站樫山站乘車前往北播磨綜合醫療中心。因此前往醫療中心時候，於樫山站轉乘比較方便。
JR加古川線和神戶電鐵粟生線都不是位於市場町內。但是最接近市場町的車站是神戶電鐵粟生線的市場站。

## 利用狀況
| 年度 | 1日平均 乘車人次 |
| ---- | ---------------- |
| 1997 | 148              |
| 1998 | 140              |
| 1999 | 143              |
| 2000 | 124              |
| 2001 | 135              |
| 2002 | 149              |
| 2003 | 138              |
| 2004 | 123              |
| 2005 | 117              |
| 2006 | 115              |
| 2007 | 102              |
| 2008 | 97               |
| 2009 | 89               |
| 2010 | 93               |
| 2011 | 105              |
| 2012 | 101              |
| 2013 | 115              |
| 2014 | 109              |
| 2015 | 105              |
| 2016 | 99               |
| 2017 | 103              |
| 2018 | 107              |
| 2019 | 100              |

## 相鄰車站
神戶電鐵
 粟生線
■急行、■準急、■普通
樫山（KB55）－市場（KB56）－小野（KB57）

## 注腳
1. 1 2 3 4 5 6 7 8 9 10 11 12 13  . 神户新聞综合出版中心. 2012-12-10: 198. ISBN 9784343006745 （日语）.
2. ↑   (PDF). 神戸電鉄.   [2021-04-21]. （原始内容存档 (PDF)于2021-06-27）.
3. ↑  小野市統計書

## 外部連結
- 市場站（神戶電鐵） （页面存档备份，存于）（日語）